# Euploea salabanda
Euploea salabanda är en fjärilsart som beskrevs av Kirsch 1877. Euploea salabanda ingår i släktet Euploea och familjen praktfjärilar. Inga underarter finns listade i Catalogue of Life.